# Dragone (Campania)
Il Dragone è un breve torrente della Campania che scorre in provincia di Salerno nella zona della Costiera amalfitana.

## Ambiente
Il fiume scorre in una valle assai impervia e accidentata. Il suo bacino idrico è compreso nei territori dei comuni di Scala, Ravello e Atrani e ne comprende buona parte dei centri abitati.
Nasce con regime torrentizio dai monti di Scala, precisamente tra le punte dette "Castello di Scala Grande" e "Cavallara"; poi passa per la "lama (valle) di Pompeo" tra i primi insediamenti da cui nacque la Repubblica Amalfitana (Minuta e Pontone); poi si unisce al ruscello detto "Reginula", che nasce dal santuario di Fontana Carosa sul Monte Cerreto (del comune di Tramonti) e segna il confine tra i territori di Ravello e Scala; infine corre alla volta del mare. Crea in prossimità del mare una valle tanto angusta da essere chiamata Atrani, ovvero "antro", e prima di sfociare si incunea sotto quello che è l'omonimo comune più piccolo d'Italia (1 km²). Qui attraversa, in un alveo coperto ancor più angusto della vallata, l'intero centro cittadino per poi sfociare nel Mar Tirreno. Alla sua foce si trova una spiaggia nata dalla costruzione di una scogliera per proteggere la città dalle mareggiate.
Il fiume era in origine perenne, ovvero aveva una portata continua che permise la costruzione di più mulini sul suo corso; privato in seguito (età medievale) di più sorgenti per il consumo idrico decadde in una portata di regime torrentizio.
Lungo il suo corso esistono delle grotte dette "grotte di scala", attualmente in parte inesplorate.
A causa della sua delicata situazione idrogeologica nel tratto focivo, il corso d'acqua ha causato più volte frane ed alluvioni in seguito a precipitazioni importanti, come nel 1954 (in concomitanza con la disastrosa alluvione di Salerno), nel 1984, nel 1987, nel 2000 e infine il 9 settembre 2010.